# La zampa del gatto
La zampa del gatto è una commedia di Giuseppe Giacosa. Venne rappresentata per la prima volta all'Arena Nazionale di Firenze l'11 aprile 1883 dalla Compagnia della Città di Torino.

## Trama
La scena si svolge in casa di Marcello.
Fabrizio è un barone che lavora in diplomazia, gaudente e grossolano. Da tempo corteggia una giovane vedova e finalmente è riuscito a strapparle un appuntamento facendole credere di essere un amante delle belle arti. Vero amante delle belle arti è invece Marcello, da cui Fabrizio, dopo molte insistenze, riesce a ottenere in prestito la casa, sperando di ingannare la donna sfruttando i quadri e i libri accumulati da Marcello.
Marcello è un animo sensibile e molto impacciato. Da tempo è innamorato di una donna, ma non ha mai avuto il coraggio di professarle il proprio amore, tanto che si è rivolto alla sorella pregandola di fare da tramite. La sorella di Marcello ha mandato a questa donna una lettera scritta da Marcello, certa che ricevendola lei si recherà subito dal fratello ricambiandone l'offerta d'amore.
C'è però una cosa che Marcello e Fabrizio ignorano: essi stanno corteggiando la stessa donna, Livia, ma la loro reticenza nelle questioni amorose ne ha tenuta nascosta l'identità. Livia, inoltre, non sa dove abiti il timidissimo Marcello, ne verrà a conoscenza dalla lettera inviatale tramite la sorella di quest'ultimo.
Il caso vuole che la lettera spedita dalla sorella di Marcello debba arrivare a destinazione proprio il giorno in cui Fabrizio combina l'appuntamento clandestino. Marcello lascia la casa a Fabrizio, ma temendo che Livia giunga mentre è in corso l'incontro tra Fabrizio e la sua amante rientra. Livia però ha cacciato Fabrizio ordinandogli di andarle a cercare una carrozza, avendo capito che una casa così raffinata non può appartenere al suo rozzo corteggiatore e di essere perciò caduta in una trappola. Quando giunge Marcello Livia è ancora all'oscuro della lettera che dovrebbe giungerle da quest'ultimo, ma l'equivoco si chiarisce al rientro di Fabrizio. Livia scopre l'amore di Marcello, il quale si convince che Livia aveva davvero accettato l'appuntamento solo per interessi artistici.
A Fabrizio, che aveva preso in giro l'animo poetico di Marcello dicendogli: «in amore, chi si rimane alla poesia fa la zampa del gatto che cava per altri le castagne dal fuoco», non resta che concludere: «una zampa del gatto ci fu, solo che invece di quella è stata questa».
Il testo della commedia si chiude scherzosamente con la frase latina «Sic vos non vobis mellificatis apes» (Così voi non per voi fate il miele, o api).